# Frances Ruffelle
Frances Ruffelle, eigentlich Frances Jane Ruffell, (* 29. August 1965 in London, England) ist eine britische Musicaldarstellerin. Ihre Mutter ist Sylvia Young, die Gründerin der Sylvia Young Theatre School; ihre Tochter ist die Sängerin Eliza Doolittle.

## Leben
Frances Ruffelle ist seit den 1980er Jahren in britischen Musicalproduktionen zu sehen. Sie spielte die Louisa in The Sleeping Prince, die Dinah in Starlight Express und Roxie Hart in Chicago. Für ihre wohl bekannteste Rolle, die Éponine in Les Misérables, erhielt sie 1987 den Tony Award als Beste Nebendarstellerin in einem Musical und spielte diese Rolle jahrelang auch am Broadway in New York City. Aus diesem Grund ist sie 2012 in der gleichnamigen Verfilmung Les Misérables in einer kleinen Nebenrolle als eine der Prostituierten zu sehen. Ruffelles Musicaldarbietungen erschienen auch als Single oder Langspielplatte.
1988 nahm Ruffelle mit dem Popsänger Christopher Cross das Duett I Will (Take You Forever) auf, das Platz 41 der US-amerikanischen Adult-Contemporary-Charts von Billboard erreichte. 1989 stand sie in Ian Durys Musical Apples mit ihm auf der Bühne des Royal Court Theatre und sang auf dem Soundtrack-Album einen Solosong (Looking for Harry) sowie zwei Duette mit Dury.
Anfang 1994 wurde Ruffelle, wie in den Vorjahren Michael Ball und Sonia, von der BBC intern ausgewählt, das Vereinigte Königreich beim Eurovision Song Contest in Dublin zu vertreten. Beim Vorentscheid durfte sie acht Titel vortragen, aus denen per Televoting das Siegerlied We Will Be Free ermittelt wurde. Mit dem Popsong belegte Ruffelle beim Finale des Eurovision Song Contests den zehnten Platz und erreichte Platz 25 der britischen Single-Charts. Das dazugehörige Debütalbum Fragile wurde europaweit, aber auch in Japan, im selben Jahr veröffentlicht. In Deutschland wurde es erst 1996 veröffentlicht. Singles erschienen sogar noch bis 1998 daraus, ohne, dass sich größere Erfolge einstellten. Ein Teil der enthaltenen Songs wurde von Guy Chambers produziert, der zeitgleich große Erfolge mit Robbie Williams feierte.
In großen Abständen erschienen in den folgenden zwei Jahrzehnten weitere Soloalben wie Frances Ruffelle, Showgirl, Imperfectly You und zuletzt 2015 I Say Yeh-Yeh mit französischen Aufnahmen. Darüber hinaus tritt bis heute in Großbritannien und den USA mit ihren Bühnenprogrammen auf. Zuletzt präsentierte sie Ruby’s Poison.